# Piper udisilvestre
Piper udisilvestre är en pepparväxtart som beskrevs av C. Dc.. Piper udisilvestre ingår i släktet Piper och familjen pepparväxter. Inga underarter finns listade i Catalogue of Life.